# Damir Skomina
Damir Skomina (* 5. August 1976 in Koper, SFR Jugoslawien) ist ein ehemaliger slowenischer Fußballschiedsrichter und derzeitiger Fußballfunktionär. Als Schiedsrichter trat er seit 2003 auch international in Erscheinung und leitete unter anderem Partien bei Welt– und Europameisterschaften sowie in europäischen Vereinswettbewerben wie dem UEFA-Pokal (später der UEFA Europa League) oder der UEFA Champions League.

## Karriere

### Anfänge als Schiedsrichter
Seine eigentliche Karriere als Fußballschiedsrichter begann der im Sommer 1976 in der Stadt Koper, in der damaligen SFR Jugoslawien, geborene Skomina im Jahre 1995, wo er anfangs in den unteren slowenischen Ligen eingesetzt wurde. Im Laufe der Jahre stieg er immer weiter auf und wurde schließlich im Jahre 2000 als „Nachwuchsschiedsrichter“ in die höchste Spielklasse des Landes geholt, wo er bald darauf debütierte. Drei Jahre später, am 1. Januar 2003, wurde Skomina als Schiedsrichter auf internationale Ebene geholt und zu ebendieser Zeit zum UEFA- und FIFA-Schiedsrichter ernannt. Sein Debüt in einer solchen Position gab er schließlich am 30. April 2003 im freundschaftlichen Länderspiel zwischen Ungarn und Luxemburg (5:1). Ebenfalls im Jahre 2003 wurde der junge Slowene als einer der Hauptschiedsrichter zur U-17-EM-Endrunde 2003 beordert, wo er am 7. Mai im ersten Gruppenspiel zwischen Portugal und Dänemark (3:2) in seinem ersten FIFA-Turnier debütierte. Des Weiteren wurde er auch im Gruppenspiel zwischen Italien und Israel (4:0) und im Semifinalspiel zwischen Portugal und England (2:2; 3:2 n. E.) eingesetzt. Nach Abschluss des Turniers erhielt er seine erste Beförderung durch das UEFA-Schiedsverfahren, wo er von der Kategorie 4 in die Kategorie 3 gehoben wurde. Eine seiner ersten Begegnungen zwischen zwei A-Nationalmannschaften war Ende April 2004 das Spiel zwischen Österreich und Luxemburg, das die Österreicher mit 4:1 für sich entscheiden konnten.

### Langsame Etablierung
Weitere nennenswerte Einsätze hatte er schließlich auch im Jahre 2005, wo er zuerst bei einigen Spielen des UEFA Regions’ Cup 2005 zum Einsatz kam und danach auch als einer der Hauptschiedsrichter zur Endrunde der U-19-Europameisterschaft gewählt wurde. Bei der EM in Nordirland leitete er schließlich die Begegnungen zwischen Griechenland und Deutschland (0:3) und zwischen Armenien und England (1:1) in der Gruppenphase. Anschließend folgte eine weitere Beförderung von der Kategorie 3 in die Kategorie 2. Im Jahre 2005 wurde er auch erstmals für die Europäische Zone der Qualifikation zur WM 2006 einberufen, wo er auch einige Begegnungen leitete. In diesen noch frühen Jahren seines Engagements als UEFA- bzw. FIFA-Schiedsrichter wurde er auch des Öfteren als Schiedsrichter für Vorrundenspiel der UEFA Champions League ausgewählt, wobei seine Einsätze dabei noch sehr sporadisch ausfielen. Im Jahre 2006 machte Skomina schließlich einen weiteren größeren Schritt im UEFA-Pokal, wo er eine Sechzehntelfinalbegegnung zwischen Sporting Braga und dem FC Parma (1:0) begleitete. Auch im Folgejahr war Skomina immer öfters auf internationaler Ebene vertreten und leitete als Schiedsrichter Spiele in den verschiedensten Turnieren und Qualifikationen. Unter anderem trat er als Schiedsrichter auch bei der U-21-EM in den Niederlanden in Erscheinung, wo er sogar das Eröffnungsspiel zwischen den Niederlanden und Israel (1:0) leitete. Im weiteren Verlauf des Turniers wurde der damals 30-jährige Slowene ein weiteres Mal mit der Leitung eines Spiels betraut, das er schließlich am 14. Juni mit dem 2:2-Remis zwischen England und Italien leitete.

### Durchbruch bis zur Schiedsrichter-Elite

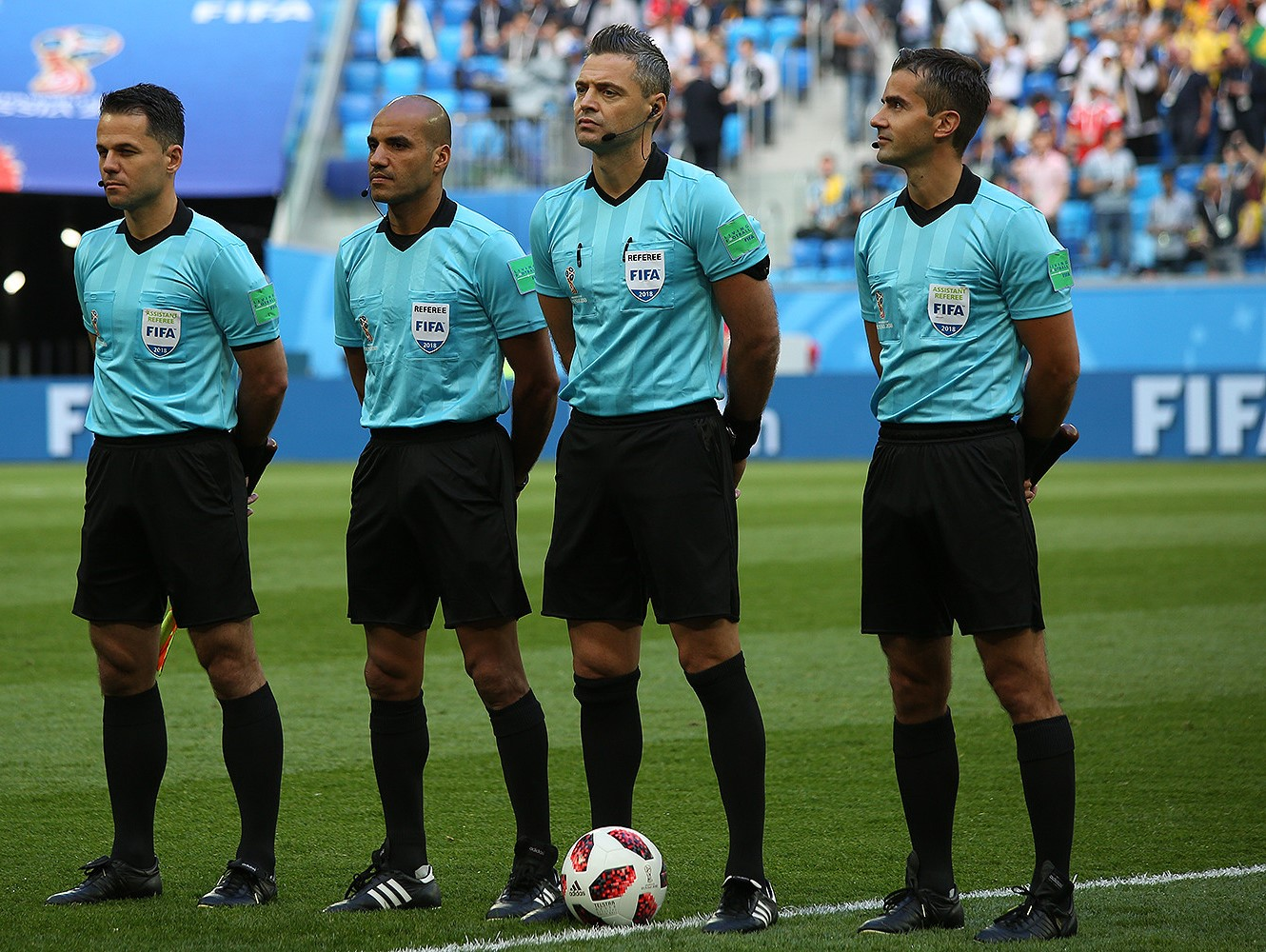
Skomina mit seinem Team vor dem Spiel Schweden – Schweiz bei der Fußball-Weltmeisterschaft 2018

Aufgrund seiner soliden Leistungen im gesamten Bewerb wurde Skomina im Anschluss auch für das EM-Finale in Groningen zwischen den Niederlanden und Serbien als Spielleiter nominiert. Das am 23. Juni im Euroborg von Groningen ausgetragene Spiel wurde dabei klar von den Gastgebern mit 4:1 gewonnen. Für zunehmende Bekanntheit Skominas sorgte auch eine Aktion bei der Fußball-Europameisterschaft 2008, wo Skomina als vierter Offizieller unter anderem die Begegnung zwischen Deutschland und Österreich begleitete. Aufgrund emotionaler Ausbrüche und eines Streits zwischen Löw, dem vierten Offiziellen, Damir Skomina und dem Trainer des ÖFB, Josef Hickersberger, wurden beide Trainer in der 40. Minute auf die Tribüne geschickt. Neben zahlreichen weiteren nationalen wie auch internationalen Einsätzen schaffte es Skomina im Jahre 2008 neben UEFA-Schiedsrichtern wie dem Österreicher Thomas Einwaller, dem Ungarn Viktor Kassai, dem Franzosen Stéphane Lannoy und dem Deutschen Wolfgang Stark als einer der Spielleiter zum Fußballturnier der Olympischen Sommerspiele in Peking. Dort leitete er das Gruppenspiel zwischen Honduras und Italien (0:3), sowie das Viertelfinalspiel zwischen Brasilien und Kamerun (2:0). Für den Slowenen waren dies die beiden einzigen Einsätze im laufenden Turnier. Nach den olympischen Erfahrungen gab Skomina bald darauf sein Debüt in der Gruppenphase der Champions League, als er in der Saison 2008/09 am 22. Oktober 2008 das Aufeinandertreffen der PSV Eindhoven und Olympique Marseille leitete, das in einem 2:0-Erfolg der Niederländer endete, aber im Endeffekt keinen der beiden Kontrahenten weiterbrachte.
Seinen absoluten Durchbruch feierte der mittlerweile 32- bzw. 33-Jährige zu Beginn der Spielzeit 2009/10, als er von der UEFA in die Elitekategorie der UEFA-Schiedsrichter geholt wurde, wo er seitdem an der Seite der besten Schiedsrichter Europas zum Einsatz kommt. Mit fortwährender Dauer etablierte sich Skomina rasch als einer der besten Schiedsrichter Europas und war des Öfteren als Spielleiter bei großen Turnieren und wichtigen Spielen im Einsatz. Auch in der CL-Saison 2009/10 war der Slowene oftmals als Hauptschiedsrichter auf dem Spielfeld. Über Einsätze in der Gruppenphase brachte er es allerdings nicht hinaus. Aufgrund seiner stets soliden Leistungen wurde Skomina, der in seiner Heimat Slowenien vor allem durch seine vergleichsweise hohe Anzahl an verteilten roten Karten des Öfteren für Aufregung sorgt, als einer der möglichen Kandidaten für die WM-Endrunde 2010 in Südafrika gewertet, schaffte es aber von der 54 Personen umfassenden Shortlist nicht zur Endrunde. Einen weiteren persönlichen Durchbruch schaffte er in der CL-Saison 2010/11, wo er neben verschiedenen Gruppenspielen unter anderem auch das Achtelfinalrückspiel am 16. März 2011 zwischen Real Madrid und Olympique Lyon leitete, das die Hausherren mit 3:0 deutlich für sich entscheiden konnten. Außerdem leitete er das Rückspiel des Champions-League Viertelfinals zwischen dem FC Schalke 04 und Inter Mailand.
Am 20. Dezember 2011 gab die UEFA bekannt, dass Skomina als einer der zwölf Schiedsrichter nominiert wurde, die die Spiele bei der Fußball-Europameisterschaft 2012 leiten sollen. Nachdem er für die Fußball-WM 2014 nicht berücksichtigt worden war, nominierte ihn die UEFA als einen der 18 Schiedsrichter für die Fußball-Europameisterschaft 2016 in Frankreich. Dort leitete er insgesamt 4 Spiele, darunter das Viertelfinale zwischen Wales und Belgien. Seinen bisherigen Karrierehöhepunkt stellt die Nominierung als Schiedsrichter des Finales der Europa League am 24. Mai 2017 in Solna zwischen Ajax Amsterdam und Manchester United dar. Am 27. April 2017 wurde er für den FIFA-Konföderationen-Pokal 2017 als einer von drei UEFA-Schiedsrichter nominiert. Dort leitete er am 18. Juni 2017 das Gruppenspiel zwischen Kamerun und Chile.
Die FIFA nominierte ihn am 29. März 2018 als einzigen slowenischen Schiedsrichter für die Weltmeisterschaft 2018. Als Assistenten begleiteten ihn Jure Praprotnik und Robert Vukan.
Am 14. Mai 2019 nominierte die UEFA Skomina als Schiedsrichter für das Finale der UEFA Champions League 2018/19 am 1. Juni 2019 im spanischen Madrid zwischen Tottenham Hotspur und dem FC Liverpool. An den Seitenlinien unterstützten ihn seine Landsmänner Jure Praprotnik und Robert Vukan, als Vierter Offizieller kam der Spanier Antonio Mateu Lahoz zum Einsatz. Der Niederländer Danny Makkelie amtierte als Video-Assistent. Ende des Jahres wurde Skomina von der IFFHS zum Weltschiedsrichter 2019 gewählt.
Seine langjährigen Schiedsrichterassistenten bei internationalen Fußballspielen waren Jure Praprotnik und Robert Vukan.

### Karriereende
Am 5. November 2020 zog er sich während der Champions-League-Partie zwischen Borussia Dortmund und dem FC Brügge eine Knieverletzung zu und musste durch den Vierten Offiziellen Dragoslav Perič ersetzt werden. Nachdem er die Fußball-Europameisterschaft 2021 aufgrund dieser Blessur verpasst hatte, kündigte er im August 2021 an, seine aktive Schiedsrichterkarriere zu beenden. Im gleichen Jahr kandidierte er erfolgreich für den Präsidentenposten beim slowenischen Drittligisten MNK Izola und kündigte an, den Verein unter den besten fünf Mannschaften Sloweniens etablieren zu wollen.

## Einsätze bei Turnieren

### Fußball-Europameisterschaft 2012
| Phase         | Datum         | Spielort | Heimmannschaft | Gastmannschaft | Ergebnis  |
| ------------- | ------------- | -------- | -------------- | -------------- | --------- |
| Gruppenphase  | 9. Juni 2012  | Charkiw  | Niederlande    | Dänemark       | 0:1 (0:1) |
| Gruppenphase  | 15. Juni 2012 | Kiew     | Schweden       | England        | 2:3 (0:1) |
| Viertelfinale | 22. Juni 2012 | Danzig   | Deutschland    | Griechenland   | 4:2 (1:0) |

### Fußball-Europameisterschaft 2016
| Phase         | Datum         | Spielort | Heimmannschaft | Gastmannschaft | Ergebnis  |
| ------------- | ------------- | -------- | -------------- | -------------- | --------- |
| Gruppenphase  | 15. Juni 2016 | Lille    | Russland       | Slowakei       | 1:2 (0:2) |
| Gruppenphase  | 19. Juni 2016 | Lille    | Schweiz        | Frankreich     | 0:0       |
| Achtelfinale  | 27. Juni 2016 | Nizza    | England        | Island         | 1:2 (1:2) |
| Viertelfinale | 1. Juli 2016  | Lille    | Wales          | Belgien        | 3:1 (1:1) |

### FIFA-Konföderationen-Pokal 2017
| Phase        | Datum         | Spielort | Heimmannschaft | Gastmannschaft | Ergebnis  |
| ------------ | ------------- | -------- | -------------- | -------------- | --------- |
| Gruppenphase | 18. Juni 2017 | Moskau   | Kamerun        | Chile          | 0:2 (0:0) |

### Fußball-Weltmeisterschaft 2018
| Phase        | Datum         | Spielort         | Heimmannschaft | Gastmannschaft | Ergebnis  |
| ------------ | ------------- | ---------------- | -------------- | -------------- | --------- |
| Gruppenphase | 19. Juni 2018 | Saransk          | Kolumbien      | Japan          | 1:2 (1:1) |
| Gruppenphase | 28. Juni 2018 | Kaliningrad      | England        | Belgien        | 0:1 (0:0) |
| Achtelfinale | 3. Juli 2018  | Sankt Petersburg | Schweden       | Schweiz        | 1:0 (0:0) |